# 大慈寺 (岐阜県垂井町)
大慈寺（だいじじ）は、岐阜県不破郡垂井町宮代にある臨済宗妙心寺派（龍泉派春浦院下）の寺院。山号は白華山。南宮大社ゆかりの寺院である。

## 歴史
南宮大社の神馬が立て続けに死んでしまったため、その供養を目的として南宮大社の神職と僧侶が寺院の建立を発願し、文和3年（1354年）に建長寺8世東明慧日の法孫で建長寺77世の無外圓方を招いて建立された。現在でも神馬塚が残り、創建の由来を伝えている。その後、南宮大社の社僧として同社にあった地蔵堂と十王堂の別当を務めた。江戸時代に入ってからは南宮大社の社領のうち、15石4斗2升1合が割り当てられている。元禄11年（1698年）には建長寺派から妙心寺派へと転派した。明治時代に至り神仏分離が行われると、南宮大社で祀られていた諸仏を寺内に移している。太平洋戦争末期には愛知県名古屋市の大杉国民学校の児童の疎開先となった。

## 境内
境内で祀られている地蔵菩薩は首から上の病に霊験があるとして穴あき石が納められるなどして信仰されている。